# Ipolyvisk
Ipolyvisk (korábban Hontvisk, szlovákul Vyškovce nad Ipľom) község Szlovákiában, a Nyitrai kerület Lévai járásában. Magyarország határán, Tésához közel található.

## Fekvése
Ipolyságtól 7 km-re nyugatra, Tésától 2 km-re északra, az Ipoly jobb partján fekszik.

## Élővilága
A faluban több gólyafészket is nyilván tartanak. 2024-ben az egyik fészekben 3 fiókát számoltak össze.

## Története
A régészeti leletek tanúsága szerint területén már a kőkorszakban, majd a bronzkorban is éltek emberek. Ezt bizonyítják a területén talált kőszerszámok, kőedények és bronztárgyak. A hévmagyarádi kultúra, a hallstatt és a latén kor nyomaira bukkantak. A falu területén a rómaiak idején katonai tábor lehetett, később avar kori település is állhatott itt, mivel 1988-ban 83 sírt tártak fel a Homokos dűlőben.
A mai települést 1156-ban említik először, majd 1243-ban  abban az oklevélben szerepel, melyben Visky Jakab mester és az esztergomi érsekség közötti birtokvitáról szól. Egykori várát 1296-ban említik először, amikor a Csák nembeli Csák fia János birtoka, akinek III. András adományozta a Cseszneky család hűtlensége miatt. 1313-ban Károly Róbert sikertelenül ostromolta, valószínűleg az ostromkor pusztult el, mert 1324-ben már nem említik. A falu temploma 1332-ben a pápai tizedjegyzékben szerepel, eredetileg gótikus stílusban épült. A település 1347-től vásároshely és vámszedőhely is volt. A 17. században a Koháryak, a Forgáchok, később az Eszterházy  és Breuner családok voltak a birtokosai. 1715-ben 39 háztartása volt. 1720-ban 53 a háztartások száma. 1828-ban 133 házában 803 lakos élt, akik mezőgazdasággal, szőlőtermesztéssel, állattartásal foglalkoztak.
Főbb birtokosai a Koháryak, az Esterházyak, a Forgáchok, majd a Breuner család voltak. A faluban a templom és a két kastély mellett malom és az Ipoly folyón komp is működött. A trianoni békeszerződésig Hont vármegye Ipolysági járásához tartozott. 1938 és 1944 között újra Magyarország része volt.
Vályi András szerint "VISK. Viskovecz. Magyar falu Hont Várm. földes Urai Gr. Koháry, és Gr. Eszterházy Uraságok, lakosai katolikusok, fekszik Pereszlényhez 1/2 mértföldnyire; határja jó, vagyonnyai jelesek, és külömbfélék."
Fényes Elek szerint "VISK. Viskovecz. Magyar falu Hont Várm. földes Urai Gr. Koháry, és Gr. Eszterházy Uraságok, lakosai katolikusok, fekszik Pereszlényhez 1/2 mértföldnyire; határja jó, vagyonnyai jelesek, és külömbfélék."

## Népessége
| Év:            | 1994. | 2004.   | 2014.   | 2024.   |
| -------------- | ----- | ------- | ------- | ------- |
| Emberek száma: | 711   | 700     | 664     | 652     |
| Eltérés:       |       | -1,54 % | -5,14 % | -1,80 % |

| Év:            | 2023. | 2024.   |
| -------------- | ----- | ------- |
| Emberek száma: | 657   | 652     |
| Eltérés:       |       | -0,76 % |

1880-ban 792 lakosából 750 magyar, 9 német és 3 szlovák anyanyelvű volt.
1890-ben 871 lakosából 856 magyar és 4 szlovák anyanyelvű volt.
1900-ban 970 lakosából 958 magyar és 8 szlovák anyanyelvű volt.
1910-ben 1000 lakosából 980 magyar és 13 szlovák anyanyelvű volt.
1921-ben 1203 lakosából 1000 magyar, 115 csehszlovák, 31 német, 7 zsidó és 42 egyéb nemzetiségű volt.
1930-ban 1193 lakosából 773 magyar, 411 csehszlovák, 1 zsidó és 2 egyéb nemzetiségű, illetve 6 állampolgárság nélküli volt.
1941-ben 1081 lakosából 1074 magyar és 6 szlovák volt.
1991-ben 752 lakosából 635 magyar és 114 szlovák volt.
2001-ben 704 lakosából 559 magyar és 135 szlovák volt.
2011-ben 666 lakosából 445 magyar és 167 szlovák volt.
2021-ben 655 lakosából 379 magyar, 195 szlovák, 41 cigány, 4 egyéb és 36 ismeretlen nemzetiségű volt.

## Neves személyek
- Itt született 1952. március 20-án Kádasi Lajos humángenetikus, tudományos kutató, egyetemi professzor.
- Itt született 1842-ben Fehér Ipoly Kálmán pannonhalmi főapát, tanár, természettudományi író, az MTA tagja.
- Itt született 1842-ben Rajner Lajos esztergomi prépost-kanonok, érseki helynök, címzetes cydiessusi püspök, egyháztörténész.
- Itt született 1822-ben König Mór apátkanonok, teológus.
- Itt volt lelkipásztor 1837-1845 között Forgách Ágoston címzetes püspök, nagyprépost, Esztergom vármegye főispánja.
- Itt volt plébános 1879-től Kudora János egyháztörténész.
- Itt szolgált 1984–1990 között Orosch János nagyszombati érsek.

## Nevezetességei

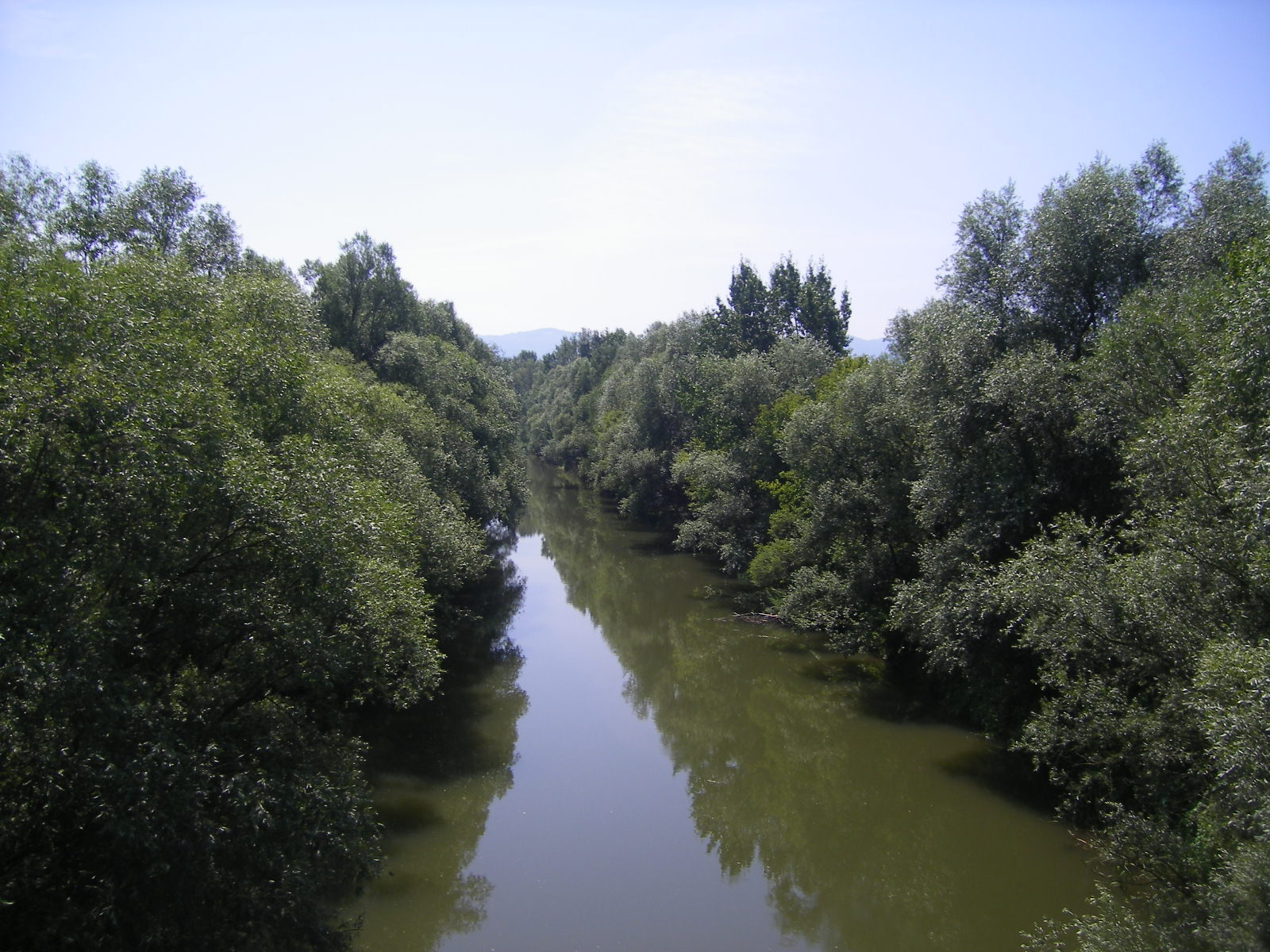
Az Ipoly Ipolyvisknél

- Antióchiai Szent Margit szűz, vértanú[8] tiszteletére szentelt római katolikus temploma 1798-ban épült a régi templom helyén, melynek alapfalmaradványai ma is láthatók. Tornya 1811-ben épült.
- A Hétfájdalmú Szűzanya tiszteletére szentelt kápolnája 1829-ben épült. Mellette a Szentkút nevű forrás tör fel.
- A várnak ma csekély maradványai láthatók.
- A nagyobbik kastélyt a 17. század végén Koháry II. János építtette klasszicista stílusban. A 19. század végén átalakították, 1945 után a községi hivatal működött benne.
- A kiskastélyt a 19. század elején gróf Esterházy János építtette, birtokának intézői számára.

## Képtár

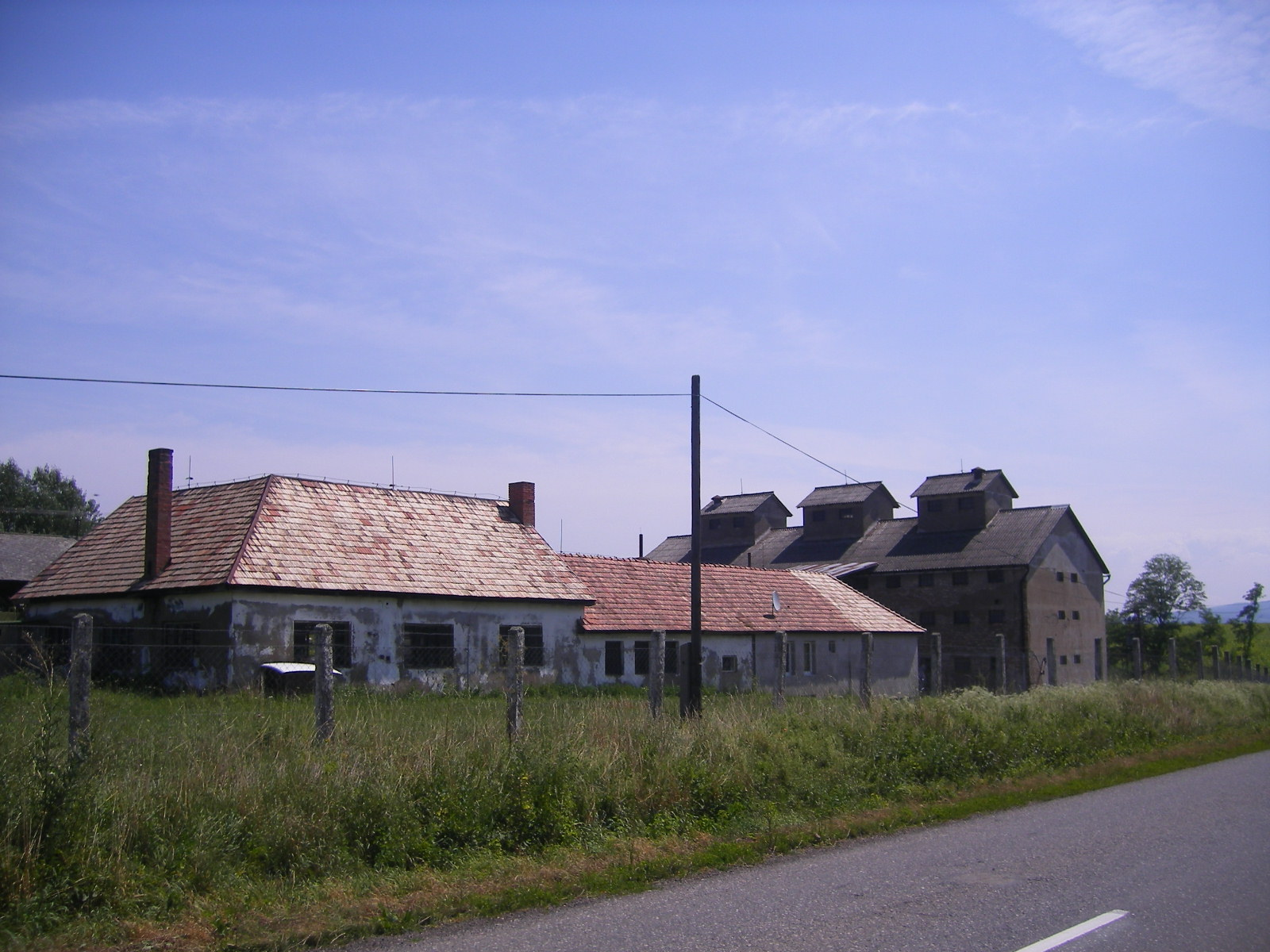
Ipolyvisk-Kismajor
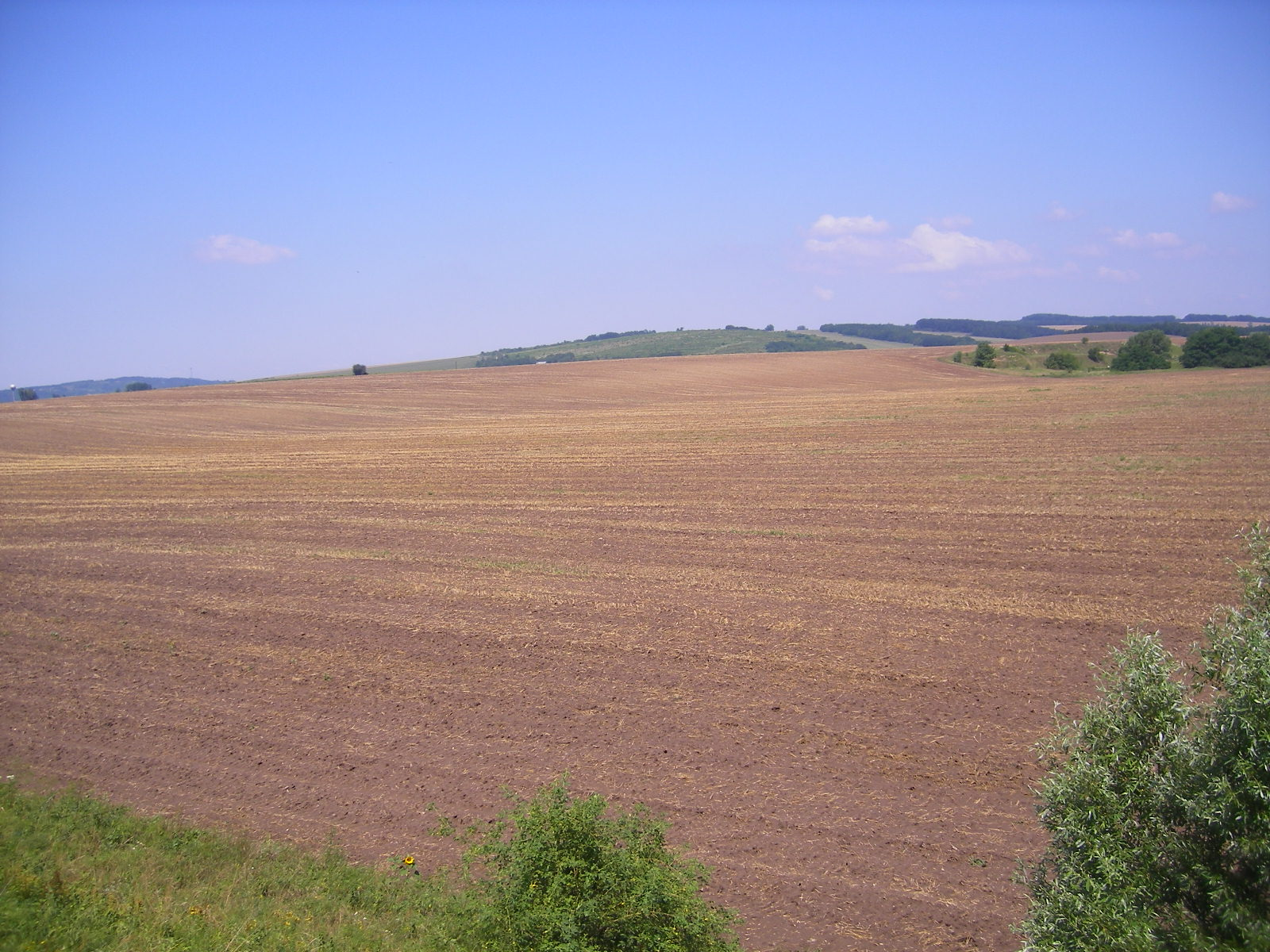
Tájkép Ipolyvisktől északra
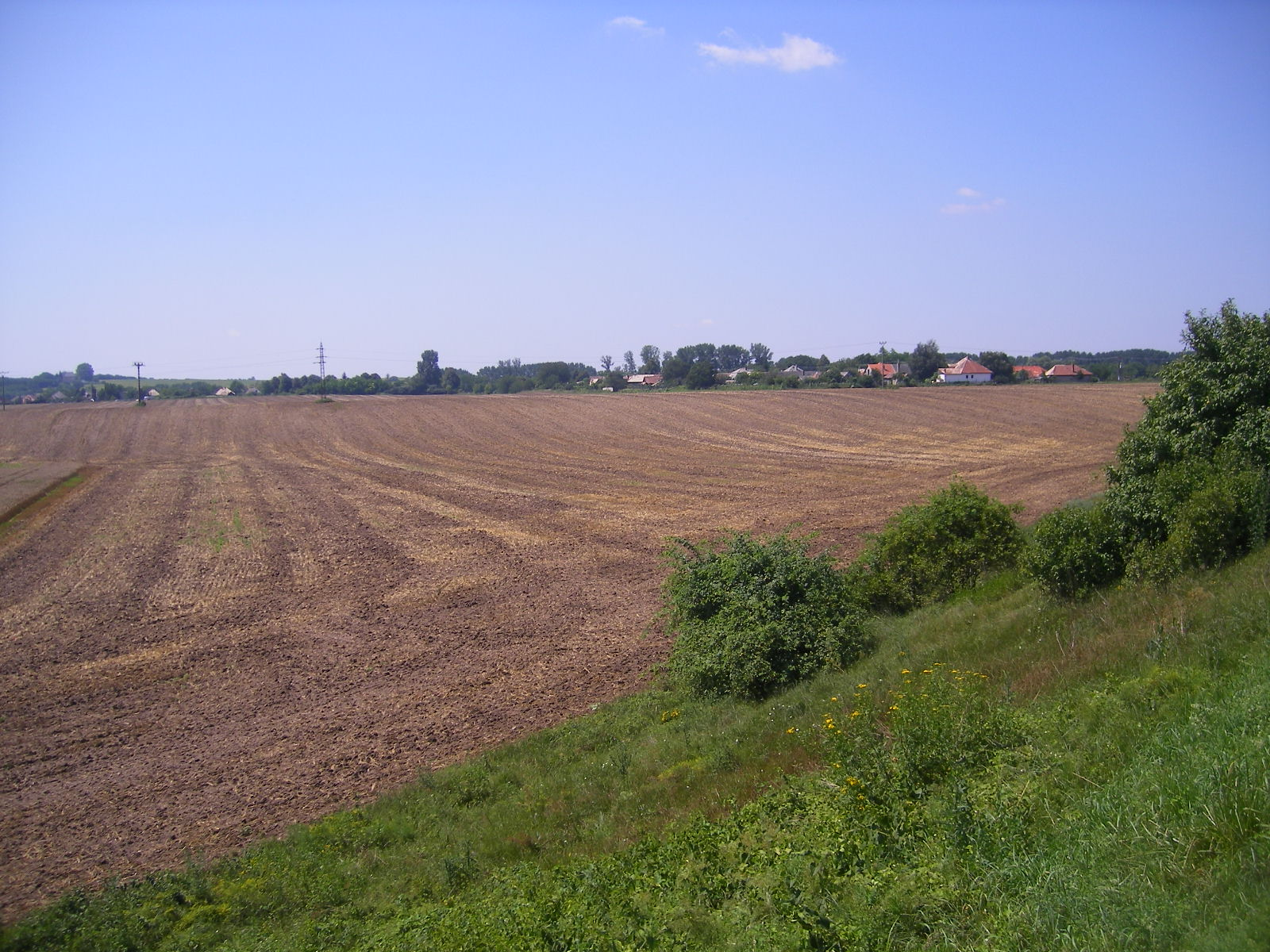
Tájkép Ipolyvisktől északra